# Musca flavipalpis
Musca flavipalpis är en tvåvingeart som först beskrevs av Johann Wilhelm Meigen 1838.  Musca flavipalpis ingår i släktet Musca och familjen spyflugor.
Artens utbredningsområde är Frankrike. Inga underarter finns listade i Catalogue of Life.